# David Hanson

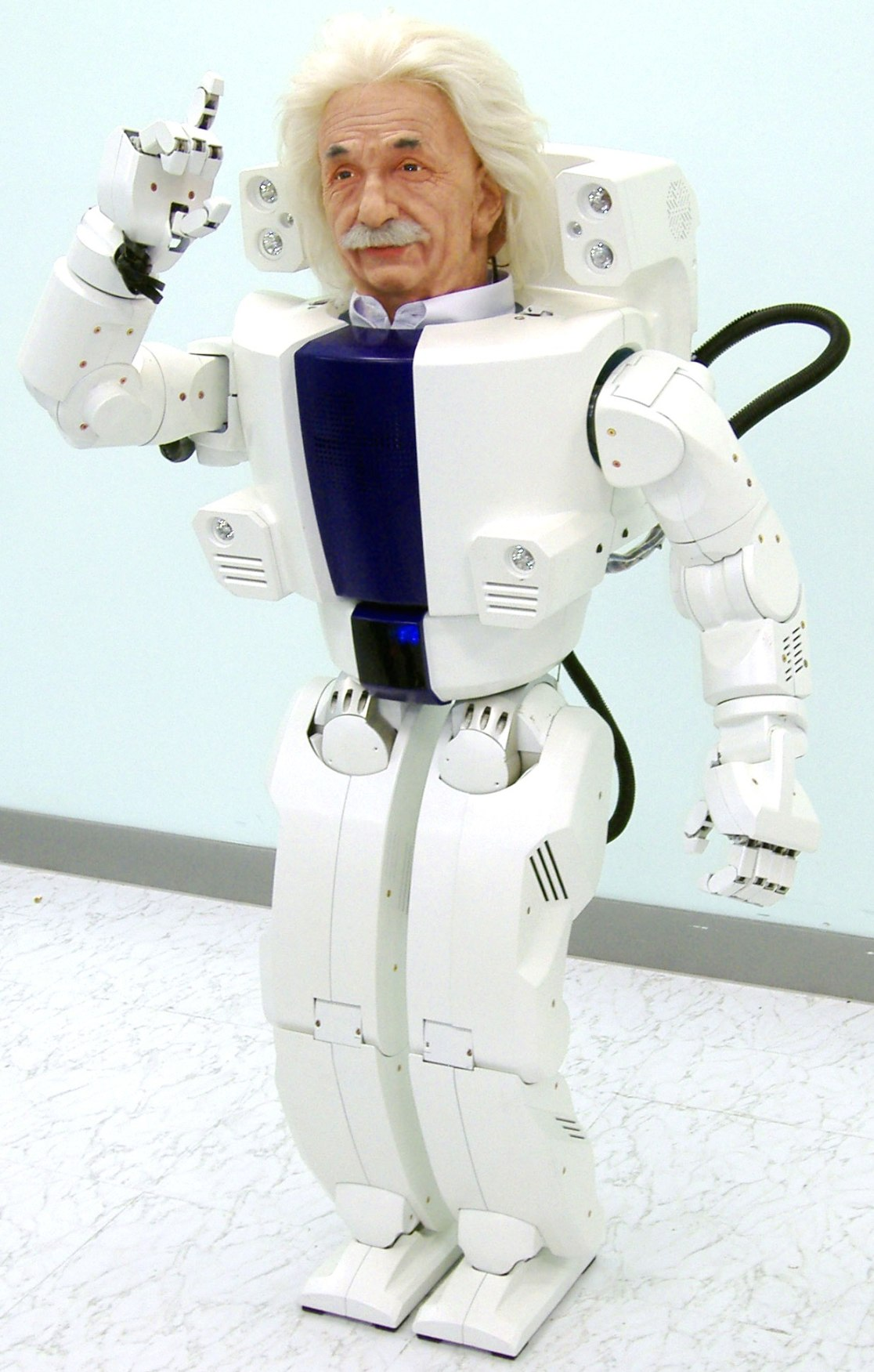
Der Roboter Albert Hubo von Hanson

David Hanson (* 20. Dezember 1969 in Dallas, Texas, USA) ist ein US-amerikanischer Robotik-Wissenschaftler und -Designer, hauptsächlich für humanoide Roboter. Er ist außerdem Gründer des Robotikherstellers Hanson Robotics. Im Jahr 2007 erhielt er seinen PhD an der University of Texas.
Im Jahr 2005 stellte Hanson zusammen mit der KAIST Hubo group aus Südkorea den Albert Einstein nachempfundenen humanoiden Roboter Albert Hubo vor.